# Шалва Лоладзе
Шалва Лоладзе (гр. შალვა ლოლაძე; 16 квітня 1916 — 25 квітня 1945) — радянський грузинський військовик, капітан військово-повітряних сил СРСР, який потрапив у полон і вступив у Грузинський легіон вермахту, де йому присвоїли звання лейтенанта. Організатор повстання грузинських військовополонених на голландському острові Тесел, загинув у розпал повстання.

## Біографія
Служив у РСЧА на момент початку Другої світової війни. Мав звання капітана авіації, командував ескадрильєю. Збитий у 1942 році над територією УРСР німцями й потрапив у полон. Пройшов кілька концтаборів, де голодував. Під загрозою розправи змушений був вступити в Грузинський легіон вермахту, ніс службу у 882-му піхотному батальйоні «Цариця Тамара» у званні лейтенанта. Батальйон розташовувався на острові Тесел (Нідерланди) і займався будівництвом укріплень для підготовки до можливого відбиття десанту союзних військ. За словами вцілілих полонених, німці поводилися з ними дуже погано, змушуючи їх часом їсти кору дерев замість звичайного пайка, а вогнепальну зброю не видавали, внаслідок чого всі військовополонені відчували затяту ненависть до німців.
У лютому 1945 року Лоладзе встановив контакти із союзниками і зажадав від них негайно втрутитися, проте вони постійно відкладали плани висадки. Зрештою, Лоладзе втомився чекати і вирішив самостійно діяти, і 9 квітня 1945 року піднялося повстання серед військовополонених, які перерізали ножами близько 400 німецьких солдатів гарнізону (переважна частина німців була вбита уві сні). За підтримки нідерландських антифашистів військовополонені перебили майже весь гарнізон — у руках німців  залишилися тільки берегові батареї. Командування відправило з материка десант чисельністю 2 тисячі морських піхотинців за підтримки групи вогнеметників (163-й полк морської піхоти вермахту).
Протягом декількох тижнів повсталі чинили опір наступаючим німцям, відійшовши за мінні поля. Вермахт не брав нікого в полон, зриваючи з колишніх грузинських «легіонерів» німецьку форму і вбиваючи їх на місці. Частина полонених перед розстрілом співала «Інтернаціонал», чим ще більше озлобила нацистів. 25 квітня в одному з боїв загинув Лоладзе. Тільки майже через місяць німці, які не визнали підписання Акта про беззастережну капітуляцію Німеччини, здалися після того, як на допомогу повсталим прибули регулярні канадські частини. З учасників повстання до того моменту серед живих залишилося тільки 228 осіб.
Шалва Лоладзе похований разом з товаришами по службі на Грузинському військовому кладовищі на острові, яке носить ім'я Лоладзе. Місцеві жителі називають цвинтар російським, адже командування вермахту називало солдатів Грузинського легіону «російськими».

## Нагороди[2]
- Хрест Воєнних заслуг 2-го класу з мечами